# Italia en los Juegos Olímpicos de Melbourne 1956
Italia estuvo representada en los Juegos Olímpicos de Melbourne 1956 por un total de 135 deportistas que compitieron en 14 deportes.  
El portador de la bandera en la ceremonia de apertura fue el esgrimidor Edoardo Mangiarotti.

## Medallistas
El equipo olímpico italiano obtuvo las siguientes medallas:
| Nombre | Deporte            | Competición                |
| --- | ------------------ | -------------------------- |
| Oro |                    |                            |
| Leandro Faggin                                                                                             | Ciclismo en pista  | 1000 m contrarreloj M      |
| Antonio Domenicali Leandro Faggin Valentino Gasparella Franco Gandini                                      | Ciclismo en pista  | Persecución por eqs. M     |
| Ercole Baldini                                                                                             | Ciclismo en ruta   | Ruta ind. M                |
| Carlo Pavesi                                                                                               | Esgrima            | Espada ind. M              |
| Giorgio Anglesio Franco Bertinetti Giuseppe Delfino Edoardo Mangiarotti Carlo Pavesi Alberto Pellegrino    | Esgrima            | Espada por eqs. M          |
| Luigi Carpaneda Manlio Di Rosa Giancarlo Bergamini Edoardo Mangiarotti Antonio Spallino Vittorio Lucarelli | Esgrima            | Florete por eqs. M         |
| Alberto Winkler Romano Sgheiz Angelo Vanzin Franco Trincavelli Ivo Stefanoni                               | Remo               | Cuatro con timonel (M4+) M |
| Galliano Rossini                                                                                           | Tiro               | Foso M                     |
| Plata |                    |                            |
| Franco Nenci                                                                                               | Boxeo              | Superligero (63,5 kg) M    |
| Guglielmo Pesenti                                                                                          | Ciclismo en pista  | Scratch M                  |
| Giancarlo Bergamini                                                                                        | Esgrima            | Florete ind. M             |
| Giuseppe Delfino                                                                                           | Esgrima            | Espada ind. M              |
| Ignazio Fabra                                                                                              | Lucha grecorromana | 52 kg M                    |
| Raimondo D'Inzeo (Merano)                                                                                  | Hípica             | Saltos ind.                |
| Raimondo D'Inzeo (Merano) Piero D'Inzeo (Uruguay) Salvatore Oppes (Pagoro)                                 | Hípica             | Saltos por eqs.            |
| Agostino Straulino Nicolò Rode                                                                             | Vela               | Star M                     |
| Bronce |                    |                            |
| Giacomo Bozzano                                                                                            | Boxeo              | Pesado (+81 kg) M          |
| Giuseppe Ogna Cesare Pinarello                                                                             | Ciclismo en pista  | Tándem M                   |
| Antonio Spallino                                                                                           | Esgrima            | Florete ind. M             |
| Edoardo Mangiarotti                                                                                        | Esgrima            | Espada ind. M              |
| Ermanno Pignatti                                                                                           | Halterofilia       | 75 kg M                    |
| Alberto Pigaiani                                                                                           | Halterofilia       | +90 kg M                   |
| Piero D'Inzeo (Uruguay)                                                                                    | Hípica             | Saltos ind.                |
| Adelmo Bulgarelli                                                                                          | Lucha grecorromana | +87 kg M                   |
| Alessandro Ciceri                                                                                          | Tiro               | Foso M                     |